# Jaroslav Dubnický
Jaroslav Dubnický (původní příjmení Honza; 28. května 1916, New York – 20. října 1979 v Bratislavě) byl slovenský historik a vysokoškolský pedagog orientovaný na slovenské národní obrození a slovenskou politiku v první polovině 19. století. Studoval historii a dějiny umění na Filosofické fakultě Univerzity Karlovy v Praze a na Filozofické fakultě UK v Bratislavě. Roku 1947 se habilitoval a v roce 1958 se stal univerzitním profesorem. V letech 1950–1951 byl děkanem Filosofické fakulty UK. Zastával funkci vedoucího Historického ústavu Slovenské akademii věd. Byl přisluhovačem Komunistického režimu v Československu a horoval proti „náboženskému fantomu“, brzdícímu socialistické povědomí mas, ve kterém, „pokud existuje náboženství, pak je tedy odůvodněná i protináboženská propaganda“, aktuální, třebaže se už „nalomily jeho přirozené a sociální kořeny“.